# عمارت مشیرالدوله

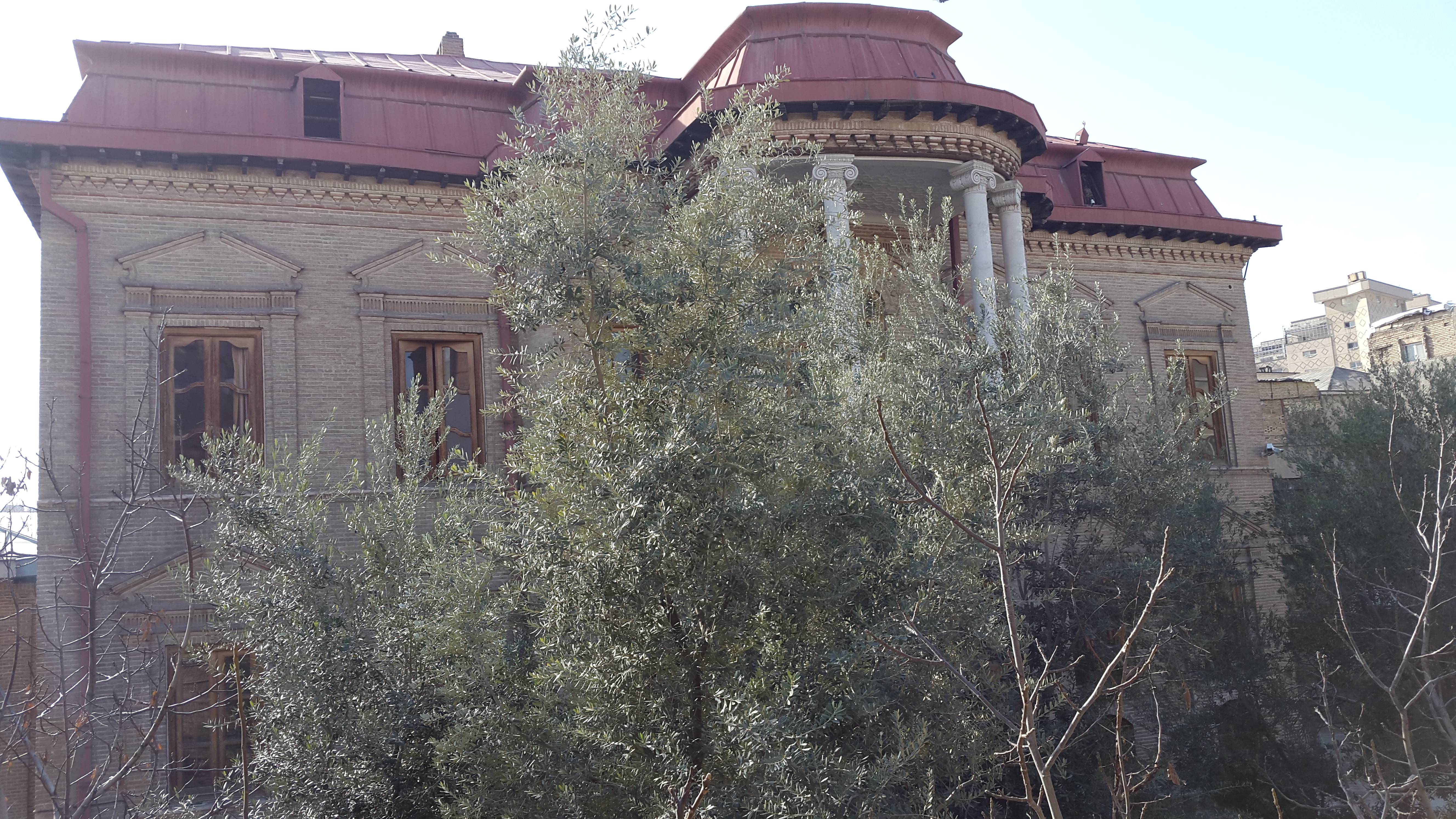
عمارت مشیرالدوله پیرنیا

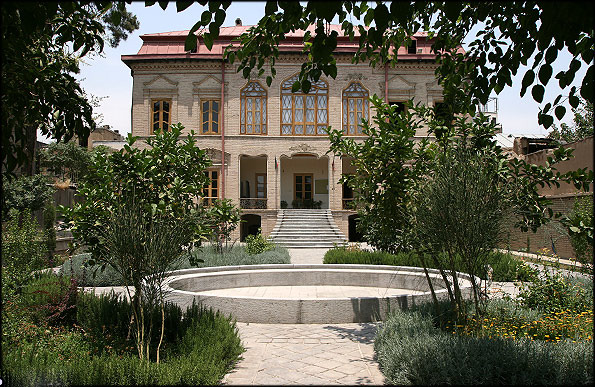
عمارت مشیرالدوله پیرنیا، نمای جنوبی عمارت

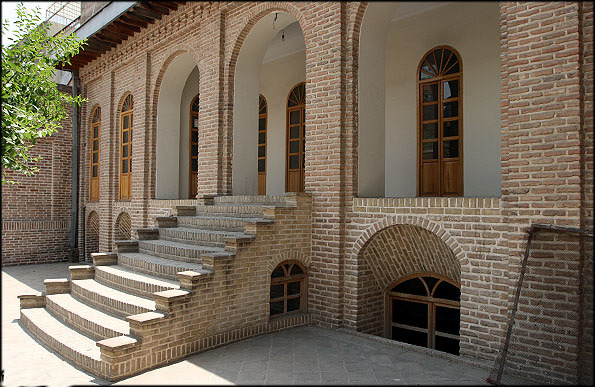
عمارت مشیرالدوله پیرنیا، اندرونی عمارت

عمارت مشیرالدوله، منزل حسن پیرنیا، در شماره ثبتی ۱۵۰ در خیابان منوچهری تهران (بین لاله‌زار و فردوسی) قرار دارد. این بنا در میانهٔ سده نوزدهم میلادی بنا شده‌است. این عمارت به شماره ۱۸۹۹ به عنوان یکی از آثار ملی ایران در سازمان میراث فرهنگی به ثبت رسیده‌است. حسن پیرنیا ملقب به مشیرالدوله آثاری چون نخستین کتاب تاریخ ایران باستان، نخستین قانون مدون حقوق بین‌المللی به زبان فارسی و از همه مهم‌تر فرمان مشروطیت را در این خانه نوشته است.
این خانه محل فیلمبرداری مجموعهٔ تلویزیونی هزاردستان و فیلم‌های خواستگار و شطرنج باد بوده‌است.

## سرنوشت این عمارت پس از مشیرالدوله
مجموعهٔ منزل مسکونی مشیرالدوله شامل عمارت مسکونی و حیاطی فراخ می‌شد که سال‌ها پس از مرگ مشیرالدوله بخشی از این حیاط - که اکنون در حد فاصل عمارت اصلی و خیایان منوچهری قرار دارد - از عمارت اصلی تفکیک شد و به عنوان مطب پسر مشیرالدوله مورد استفاده قرار گرفت و بعدها هم از سوی وِرَثگان به فروش رسید و بنای اصلی وقف دولت ایران شد که هم‌اکنون به مؤسسه مطالعات تاریخ پزشکی، طب اسلامی و طب مکمل اختصاص دارد. در اواخر سال ۱۳۸۵ و اوایل ۱۳۸۶ بحث دربارهٔ ساخت مجتمع تجاری‌ای ۴ طبقه در حریم این عمارت بالا گرفت. گودبرداری برای ساخت و ساز این برج، مایهٔ ترک‌خوردن بخشی از دیوار و سقف عمارت شد. همچنین، به‌گمان برخی از صاحب‌نظران بنای با ساخت این برج مسیر اصلی رفت‌وآمد به عمارت مسدود می‌شود، حال‌آنکه در گذشته علی‌رغم اینکه قسمتی از بنای اصلی، از آن جدا شده بود، اما جلو دید آن را نمی‌گرفت.

## بنای عمارت
این عمارت در دو طبقه و یک زیرزمین بنا شده و دارای حیاط فراخی می‌باشد. سفره‌خانه، چایخانه (شربت‌خانه)، کتابخانه قدیمی مرحوم مشیرالدوله، اتاق نشیمن مرحوم داوود پیرنیا، چند اتاق استراحت و یک انبار بزرگ، بخش‌های تشکیل‌دهنده این عمارت است. بخش چایخانه مزین به کاشی‌های خشتی بزرگی منقوش به شخصیت‌های اساطیری و تاریخی است که تنها قسمت کاشی‌کاری شده ساختمان به‌شمار می‌رود.
در این خانه بخش زیرزمین برای فصول گرم سال استفاده می‌شد. طبقه همکف و در شمال شرق آن، آشپزخانه و اقامتگاه خدمه قرار داشت. طبقه اول خانه مشیرالدوله مختص ساکنان خانه و طبقه دوم برای پذیرایی از مهمانان بوده‌است. دفتر کار مشیرالدوله نیز در سمت راست ساختمان و در طبقه نخست قرار داشت. این بخش اتاقی بود وسیع که در دو سمت آن قفسه‌های کتاب‌های مرجع وی را چیده بودند و میز کار وی در انتهای سمت شمالی اتاق بود. در این اتاق عکس‌هایی از میرزانصرالله خان مشیرالدوله (پدر حسن پیرنیا)، شخص حسن پیرنیا به همراه نمایندگان ایران در صحن مجمع ملل متفق (ژنو) بر دیوار و چندین عکس خانوادگی روی میز کار وی وجود داشت.
در طبقه دوم عمارت تالار بزرگی به مساحت ۸۰ متر و به قرینه فضای راه‌پله در بخش جنوبی قرار گرفته و در طرفین این تالار در شرق و غرب اتاق‌ها قرار دارند. در هر یک از اتاق‌ها و تالارهای خانه مشیرالدوله، شومینه‌های گچبری شده با فرنگی‌کاری زیبا که هرکدام شکل خاص خود را دارند، قابل مشاهده است.
از نکات جالب توجه در این عمارت وجود بالابر یا آسانسوری است که از زیرزمین و مَطبخ (آشپزخانه)، غذاها و نوشیدنی‌ها را به طبقات مختلف می‌رساند.
این خانه از جنبه‌های گوناگون حائز اهمیت می‌باشد؛ حسن پیرنیا (مشیرالدوله) آثاری چون نخستین کتاب تاریخ ایران باستان، نخستین قانون مدون حقوق بین‌المللی به زبان فارسی و فرمان مشروطیت را در این خانه نگاشت. در بخش چایخانه این مجموعه از خوانندگان برنامه گلها تست صدا گرفته می‌شد.
سال‌ها پس از درگذشت مشیرالدوله، بخشی از حیاط، از عمارت اصلی تفکیک شد و به عنوان مطب پسر مشیرالدوله مورد استفاده قرار گرفت و بعدها توسط وُراث، به فروش رسید.
این خانه در سال ۱۳۵۰ خورشیدی تخلیه و متروک شد و سپس در سال ۱۳۵۸ خورشیدی توسط مهدی و ولی‌الله پیرنیا، به وزارت بهداشت و بیمارستان فرح پهلوی (شهید اکبرآبادی فعلی) واگذار اما اسناد آن به نام پژوهشگاه علوم انسانی ثبت شد.
مرمت و احیای این بنای ارزشمند توسط علی احمد قُنداقساز در اواسط دهه هشتاد شمسی به پایان رسید؛ و در حال حاضر این مجموعه به عنوان «مؤسسه مطالعات تاریخ پزشکی، طب اسلامی و مکمل» به سرپرستی دکتر سیداشرف‌الدین گوشه‌گیر در حال فعالیت می‌باشد و به همین دلیل بازدید از آن در صورت تأیید وزارت بهداشت و دانشگاه علوم پزشکی امکان‌پذیر می‌باشد.
هم‌اکنون ورودیِ خانه مشیرالدوله در قسمت جنوبی مجموعه قرار دارد.